# Pauline Musters
Pauline Musters (26. Februar 1876 i Ossendrecht, Holland – 1. Marts 1895 i New York City) var 58 cm. høj, og er anerkendt af Guinness Rekordbog som den korteste kvinde nogensinde. Hun døde i en alder af 19 af en kombination af lungebetændelse og meningitis.